# Шренськ
Шренськ (пол. Szreńsk) — село в Польщі, у гміні Шренськ Млавського повіту Мазовецького воєводства.
Населення — 1164 особи (2011).
У 1975-1998 роках село належало до Цехановського воєводства.

## Демографія
Демографічна структура станом на 31 березня 2011 року:
|          | Загалом | Допрацездатний вік | Працездатний вік | Постпрацездатний вік |
| -------- | ------- | ------------------ | ---------------- | -------------------- |
| Чоловіки | 563     | 115                | 401              | 47                   |
| Жінки    | 601     | 117                | 366              | 118                  |
| Разом    | 1164    | 232                | 767              | 165                  |